# Ямайський фунт
Ямайський фунт (англ. Jamaican pound) — колишня грошова одиниця Ямайки, що була в обігу до 1969 року, коли його замінив ямайський долар. Емблема була відповідною до британського фунта стерлінгів «£», роздрібні одиниці також мали позначення до відповідних у Метрополії: «s» — шилінг та «d» — пенні.
Ямайський фунт ділився 20 шилінгів, або 240 пенсів і був прирівняний до фунту стерлінгів.

## Історія
В іспанський колоніальний період в обігу використовувалися іспанські та іспано-американські монети. На початку XVI століття в іспанських поселеннях карбувалися мідні монети мараведі. Іспанські і іспано-американські монети продовжували використовуватися в обігу і в британський період. В обігу знаходилися також і інші золоті і срібні монети — португальські, французькі, британські. Офіційно використання іноземних монет було дозволено в 1681 році. У 1758 році законним платіжним засобом оголошені іспано-американські монети з надчеканкою «GR» (Georgius Rex). Надчеканка, однак, тривала лише до 1759 року. Випускалися різноманітні токени.
У 1822 році випущені перші паперові гроші Ямайки — банкноти казначейства. У травні 1836 року засновано перший приватний банк — Банк Ямайки (який не має відношення до сучасного Банку Ямайки який з'явився у 1960 році). Банк першим з приватних банків почав випуск банкнот на острові. У травні 1837 року розпочав операції Колоніальний банк, який почав випуск банкнот з номіналом в фунтах і доларах, а потім — тільки в фунтах. Випускали банкноти також: Плантаторський банк (1839–1848), ямайське відділення Лондонського і Колоніального банку (1864–1865).
У 1840 році законним платіжним засобом були оголошені британські монети. Іспанські монети втратили статус законного платіжного засобу, за винятком іспанського золотого дублона, що використовувався до 1 квітня 1901 року.

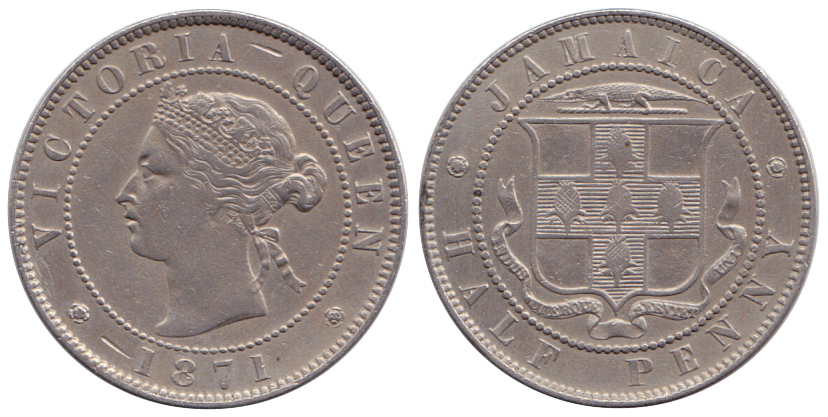
1/2 пенні 1871 року. Королева Вікторія.

У 1869 році розпочато карбування монет для Ямайки, спочатку 1/2 і 1 пенні, а з [[1880] року фартинга. Метал і малюнок монет значно відрізнялися від британських монет, що виключало їх звернення на території метрополії. Британські монети продовжували використовуватися в зверненні.
До 1865 році домінуюче становище на Ямайці займав Колоніальний банк, що влився в 1925 році до складу Барклайз банку (домініонів, колоній і заморських територій). В кінці XIX століття почали відкриватися філії канадських банків. Першим, в серпні 1899 року, відкрилася філія Банку Нової Шотландії, який почав в 1900 році випуск банкнот. Відділення Королівського банку Канади відкрито в 1911 році, Канадського комерційного банку — в 1920 році, також випускали банкноти.
У 1914 році, з початком Першої світової війни, банкноти приватних банків були оголошені законним платіжним засобом. У 1917 році статус законного платіжного засобу отримали також британські банкноти.
На початок 1950-х років випуск банкнот канадських банків був припинений. У 1953 році право випуску банкнот Уряду Ямайки отримала Валютна рада Ямайки, створена в 1939 році. У 1954 році приватні банки були позбавлені права випуску банкнот, в 1958 році їх банкноти вилучені з обігу. У 1950–1955 роках в обігу перебував долар США (формально не мав статус законного платіжного засобу), а з липня 1955 по липень 1964 року — долар Британської Вест-Індії (4,80 вест-індійського долара = 1 фунт стерлінгів). Британські монети продовжували залишатися законним платіжним засобом в межах до 2 фунтів за один платіж.
У 1960 році засновано державний Банк Ямайки, який у жовтні 1960 року отримав виняткове право випуск монет і банкнот на Ямайці. На 1 травня 1961 року були випущені банкноти номіналів 5, 10 шилінгів, 1, 5 фунтів.
30 січня 1968 року ямайська Палата представників проголосувала за перехід валюти на десяткову систему, та введення нової грошової одиниці «ямайський долар». Новий долар коштував 10 старих шилінгів (півфунту), і складався зі 100 центів (при цьому 1 цент дорівнював 1.2 пенса). Затверджені номінали монет: 1 цент (1.2 пенса), 5 центів (6 пенсів), 10 центів (1 шилінг), 20 центів (2 шилінга) і 25 центів (2 шилінги 6 пенсів). Банкноти були номіналів 50 центів (5 шилінгів), а також банкноти 1 (10 шилінгів), 2 (1 фунт) і 10 (5 фунтів) доларів. Ці монети та банкноти ввійшли в обіг 8 вересня 1969 року.
Обмін проводився в співвідношенні: 1 фунт = 2 долари.

## Монети
Карбувалися монети в 1 фартинг, 1/2 та 1 пенні, 5 шилінгів.

## Банкноти
Випускалися банкноти:
- Казначейства Ямайки: 2 шилінги 6 пенсів, 5, 10 шилінгів, 2, 3, 4, 5, 10, 20, 50, 100 фунтів;
- Уряду Ямайки: 5, 10 шилінгів, 1, 5 фунтів;
- Банку Нової Шотландії: 1, 5 фунтів;
- Барклайз банку (домініонів, колоній і заморських територій): 1, 5, 10 фунтів;
- Канадського комерційного банку: 1, 5 фунтів;
- Колоніального банку: 1 фунт 5 шилінгів (6 доларів), 5 фунтів (24 долари), 1, 5, 10 фунтів;
- Королівського банку Канади: 1, 5 фунтів;
- Лондонського і колоніального банку: 10 шилінгів;
- Плантаторському банку: 1, 3, 5, 10, 50, 100 фунтів;
- Комерційного Банку Ямайки: 1, 2, 4, 10 фунтів;
- Державного Банку Ямайки: 5, 10 шилінгів, 1, 5 фунтів.